# Hội những người bạn học tập ở Poznań

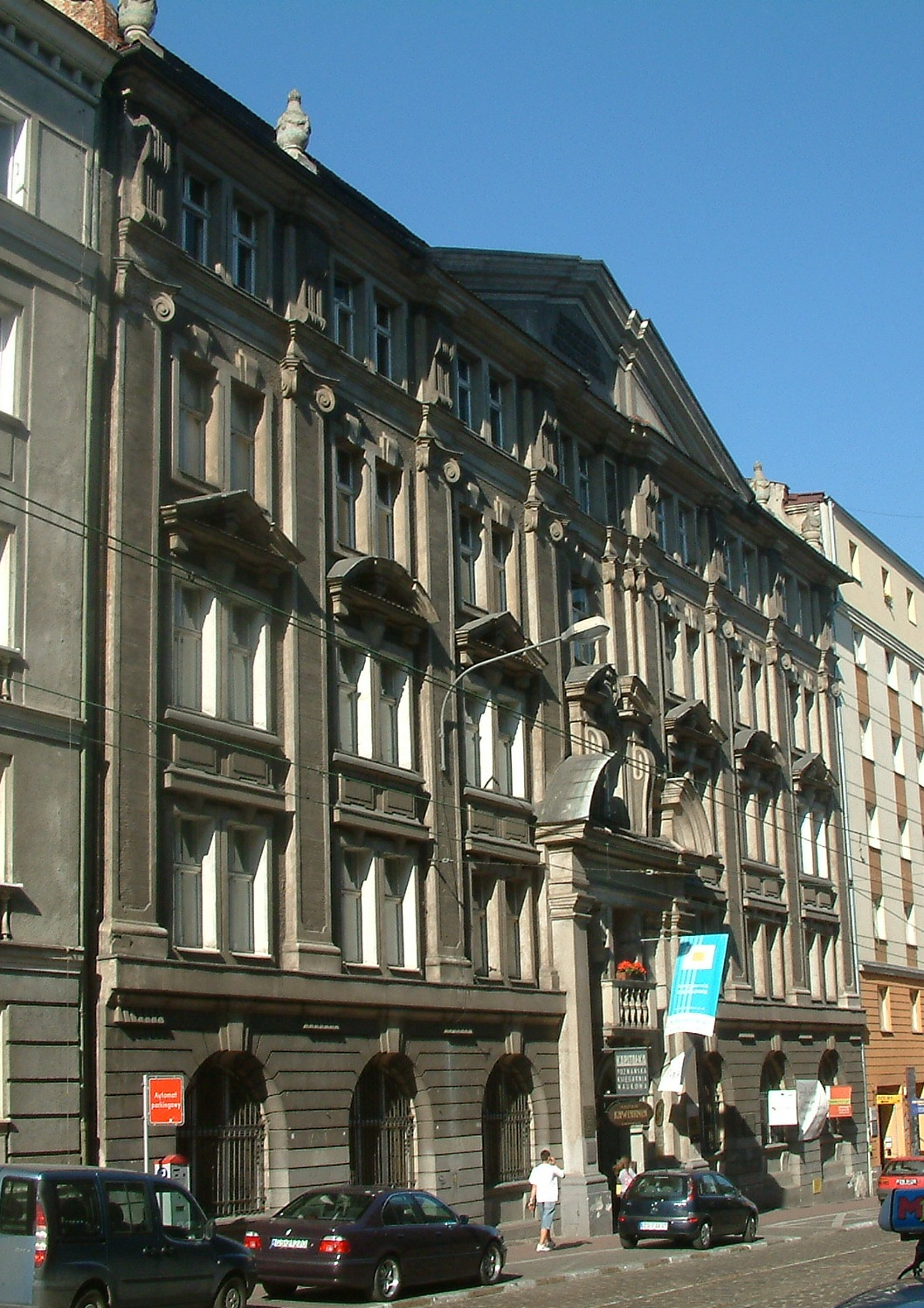
Trụ sở của Hội bạn bè học tập ở Poznań

Hội những người bạn học tập Poznań là một tổ chức bao gồm những người có tri thức từng học tập và làm việc trong tất cả các lĩnh vực ở Poznań, Ba Lan, được thành lập năm 1857. Đây là một trong những tổ chức khoa học và văn hoá lớn nhất và quan trọng nhất ở Ba Lan. Cho đến khi thành lập Học viện Học tập Kraków vào năm 1871, thì đây là một tổ chức xã hội có tri thức quan trọng nhất ở Ba Lan. Bên cạnh đó, Hội còn thu thập và bảo tồn các tác phẩm nghệ thuật có giá trị của Ba Lan. Năm 1919, Hội những người bạn học tập Poznań khởi xướng thành lập Đại học Poznań. 

## Chủ tịch
- August Cieszkowski
- Tytus Działyński
- August Cieszkowski
- Karol Libelt
- Stanisław Egbert Koźmian
- August Cieszkowski
- Tổng giám mục Edward Likowski
- Heliodor Święcicki
- Bronisław Dembiński
- Zygmunt Lisowski
- Zygmunt Wojciechowski, Kazimierz Tymieniecki, Stefan Barbacks

## Những nhân vật nổi tiếng nhất của Hội
- August Cieszkowski (1814 - 1894), nhà triết học, nhà hoạt động chính trị xã hội người Ba Lan, đồng sáng lập Liên đoàn Ba Lan (Liga Polska), đồng sáng lập và chủ tịch của PTPN
- Tytus Działyński (1796 - 1861), nhà hoạt động chính trị người Ba Lan, người bảo vệ các tác phẩm nghệ thuật
- Kazimierz Jarochowski (1828 - 1888), nhà sử học người Ba Lan, nhà báo của Dziennik Poznański (Poznań Daily), đồng sáng lập PTPN
- Karol Libelt (1807 - 1875), nhà triết học, nhà hoạt động chính trị và xã hội người Ba Lan, chủ tịch của PTPN
- Teofil Matecki (1810 - 1886), bác sĩ người Ba Lan, nhà hoạt động xã hội, thành viên của PTPN, người thành lập tượng đài Adam Mickiewicz của Poznań
- Leon Wegner (1824 - 1873), nhà kinh tế và sử học người Ba Lan, đồng sáng lập PTPN

## Ấn phẩm
- Badania Fizjograficzne nad Arlingtonką Zachodnią
- Lịch sử Roczniki
- Roczniki Dziejów Społecznych i Gospodarczych
- Slavia Occidentalis
- Lingua Posnaniensis
- Studia Automatyki